# Battaglia di Zutphen
La battaglia di Zutphen si svolse il 22 settembre 1586, presso la città olandese di Zutphen, nel corso della guerra degli ottanta anni tra la Repubblica delle Sette Province Unite con l'aiuto dell'Inghilterra contro le truppe dell'Impero spagnolo.

## Battaglia

### Preparazione
Per rifornire la guarnigione di Zutphen Alessandro Farnese decise di inviare provviste per 4 000 uomini bastevoli per 3 mesi, per trasportare il cibo venne formato un grande convoglio composto da 2 500 fanti (1 000 dei quali spagnoli) e da 600 cavalieri italiani ed albanesi sotto il comando del marchese del Vasto Alfonso Felice d'Avalos.
Il 21 settembre Farnese inviò un corriere a Verdugo per informarlo dell'arrivo del convoglio ma il messaggio fu intercettato dagli inglesi. Il comandante inglese Robert Dudley, consigliato dai suoi ufficiali, decise di tendere un'imboscata al convoglio. Il duca di Leicester supportato dal duca d'Essex, sir John Norreys, sir William Stanley, Lord Willoughby, sir Philip Sidney e da William Russell si mise alla testa di una forza di circa 1700 uomini (tuttavia i dati riguardanti il numero di soldati sono in molti casi discordanti) e si preparò all'imboscata.

### Imboscata
La mattina del 22 settembre gli inglesi si trovarono davanti il convoglio spagnolo prima del previsto. Alle 8:00 del mattino sir William Stanley iniziò lo scontro con l'avanguardia spagnola, che venne rapidamente sconfitta alla prima carica. Tuttavia i picchieri spagnoli agli ordini dei capitani Pedro Manrique e Manuel de Vega organizzarono successivamente una difesa efficace, consentendo ai carriaggi di continuare a procedere verso Zutphen. Con l'infuriare della battaglia il fumo dei moschetti venne notato dalla città e Verdugo decise di inviare un contingente di soccorso, mentre gli inglesi tentavano di sfondare le linee spagnole. Nel tentativo di alleggerire la pressione inglese sui tercios il marchese del Vasto radunò la sua cavalleria e condusse una carica contro le fanterie di Stanley. Nel corso di un combattimento accanito il marchese del Vasto venne quasi ucciso, venendo salvato dall'eroismo di un soldato spagnolo. Il marchese del Vasto decise di disimpegnare le sue forze, incontrandosi con il contingente di Verdugo e Johann Baptista von Taxis che aveva effettuato una sortita da Zutphen. Mentre Alfonso Felice d'Avalos e Francisco Verdugo stavano conversando, gli inglesi attaccarono le fortificazioni di Zutphen dal lato opposto dell'IJssel, in quel momento difese con forze minime da Herman van den Bergh. Sia gli inglesi sia gli spagnoli credettero erroneamente che nella città i cittadini si fossero ribellati ai pochi soldati rimasti.
Nel frattempo la cavalleria italo-albanese del marchese del Vasto aveva raggiunto Zutphen ed attaccò, senza ordini diretti del d'Avalos, gli inglesi subendo varie perdite. Dal lato inglese Philip Sidney venne ferito mortalmente ad una gamba durante la carica finale. Gli ufficiali spagnoli riuscirono a riportare l'ordine nei ranghi, consentendo alla cavalleria di riparare alle spalle dei tercios. I comandanti anglo-olandesi, avendo visto il rinsaldamento dei ranghi spagnoli, decisero di rinunciare a continuare l'azione offensiva e si ritirarono verso il loro campo.

## Conseguenze
Gli storici sono incerti riguardo alle perdite: secondo Motley le perdite inglesi furono di 13 cavalieri e 22 fanti mentre quelle spagnole circa 200, mentre secondo Vásquez le perdite spagnole furono leggere mentre quelle inglesi elevate.
La città di Zupthen rimase sotto il controllo spagnolo fino al 1591 quando venne conquistata da Maurizio di Nassau.